# Brian Schatz
Pour les articles homonymes, voir Schatz (homonymie).
Brian Schatz, né le 20 octobre 1972 à Ann Arbor (Michigan), est un homme politique américain, membre du Parti démocrate et sénateur d'Hawaï au Congrès des États-Unis depuis 2012.
Élu à la Chambre des représentants d'Hawaï de 1998 à 2006, il est président du Parti démocrate d'Hawaï entre 2008 et 2010 puis devient lieutenant-gouverneur d'Hawaï à la suite des élections de 2010. Schatz est nommé au Sénat des États-Unis par le gouverneur Neil Abercrombie après la mort de Daniel Inouye, avant d'être élu pour finir le mandat lors des élections de 2014. Il est élu pour un mandat complet lors des élections de 2016.

## Biographie

### Premiers engagements politiques
Né dans le Michigan de parents juifs, Irwin Jacob Schatz, un cardiologue et de de Barbara Jane Binder. Brian Schatz s'installe avec sa famille à Hawaï lorsqu'il a deux ans.
Il est membre pour le 24e puis 25e district de la Chambre des représentants d'Hawaï de 1998 à 2006, puis président du Parti démocrate d'Hawaï de 2008 à 2010. Il est élu lieutenant-gouverneur d'Hawaï en novembre 2010, au côté du gouverneur Neil Abercrombie.

### Sénateur des États-Unis

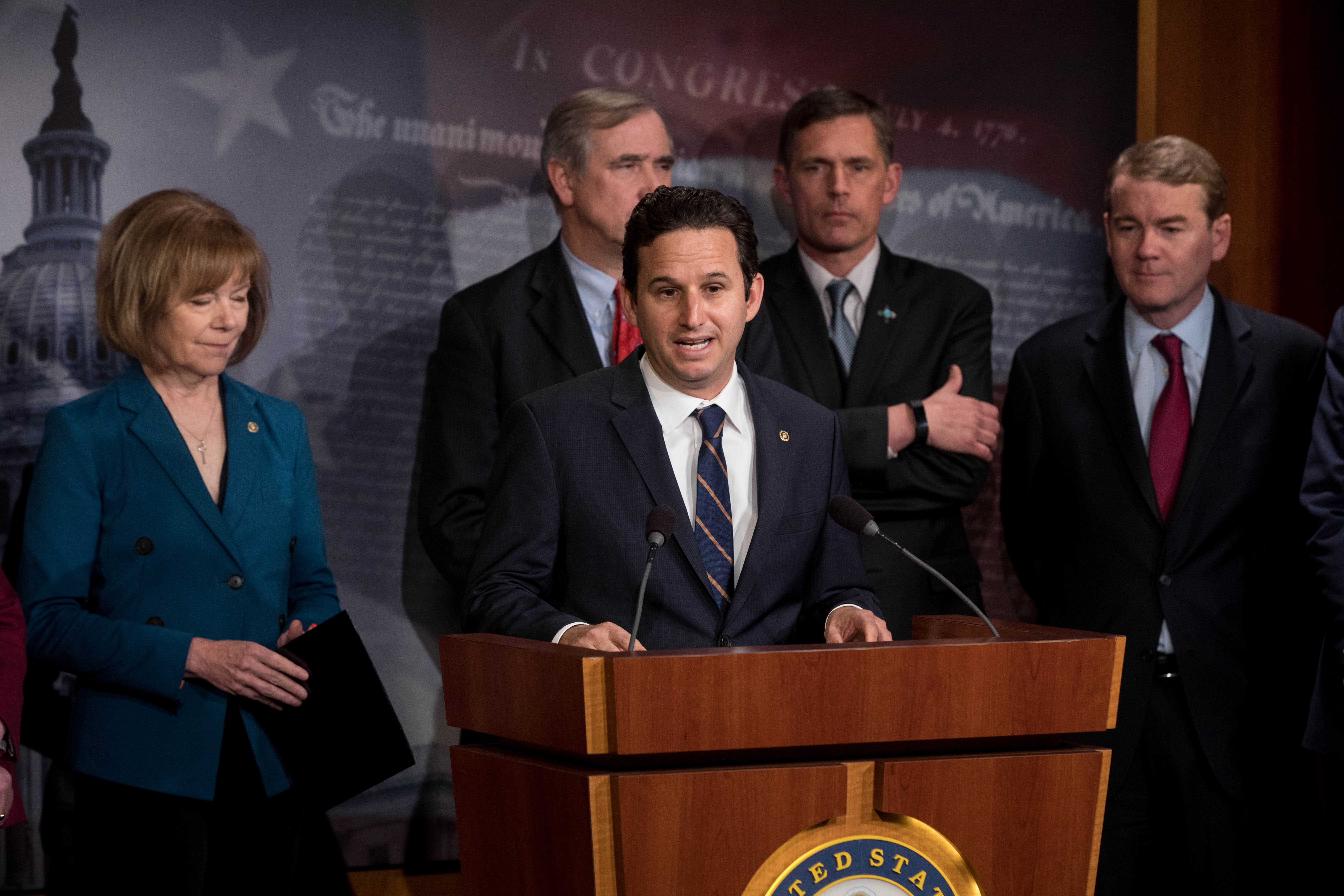
Brian Schatz lors d'une conférence de presse au Sénat, en 2019.

Le 17 décembre 2012, le sénateur fédéral Daniel Inouye, membre du Parti démocrate, décède. Contrairement au vœu d'Inouye de voir Colleen Hanabusa lui succéder, Neil Abercrombie nomme Schatz pour siéger au Sénat des États-Unis jusqu'à la tenue d'une élection anticipée,,. Au Sénat, Schatz adopte des positions économiques et sociétales qui le classent politiquement à gauche parmi les membres de l'assemblée. En politique étrangère, il prend position en faveur d'un processus israélo-palestinien de paix et de négociations avec l'Iran pour mettre fin au programme nucléaire du pays.
Il est considéré comme l'un des sénateurs les plus progressistes au Congrès. Il se représente pour l'élection anticipée. Lors de la primaire démocrate, il affronte Hanabusa. Il l'emporte de justesse avec 49,3 % des voix contre 48,6 % pour la représentante fédérale. Hawaï étant un État acquis aux démocrates, Schatz est favori pour l'élection spéciale qui se tient en même temps que les élections de mi-mandat. Il est élu sénateur le 4 novembre 2014 avec 69,8 % des voix.
Brian Schatz est candidat à sa réélection pour un mandat complet lors des élections sénatoriales de 2016. Il remporte largement la primaire démocrate avec plus de 80 % des suffrages face à quatre autres candidats. Il axe notamment sa campagne sur la promotion des énergies renouvelables et fait face au républicain John Carroll en novembre. Il est élu avec 70,1 % des voix face à 21,2 % pour Carroll. Il est réélu en novembre 2022 avec 71,2 % des voix.